# Ratpenat nasofoliat de Schneider
El ratpenat nasofoliat de Schneider (Hipposideros speoris) és una espècie de ratpenat de la família dels hiposidèrids. Viu a l'Índia i Sri Lanka. El seu hàbitat natural són en planes seques als vessants boscoses de coves, cavernes, zones subterrànies, forts antics, palaus, sota els ponts, edificis antics en desús, temples i túnels. Hi ha diverses amenaces significatives per a la supervivència d'aquesta espècie, ja que es veu amenaçada a nivell local en algunes parts de la seva àrea de distribució a causa de la caça pel consum local i per a fins medicinals, la persecució per la fumigació, la pertorbació de galliners a causa de les activitats relacionades amb el turisme, l'explotació de pedreres i les activitats de desenvolupament com ara enderrocar edificis antics en desús que condueixen a la pèrdua de llocs de descans.